# Ễnh ương Sumatra
Ễnh ương Sumatra (danh pháp hai phần: Glyphoglossus volzi) là một loài ếch trong họ Microhylidae. Chúng là loài đặc hữu của Indonesia.
Môi trường sống tự nhiên của chúng là các khu rừng ẩm ướt đất thấp nhiệt đới hoặc cận nhiệt đới, đầm nước ngọt, và đầm nước ngọt có nước theo mùa. Loài này đang bị đe dọa do mất môi trường sống.